# ミクロコエルス
ミクロコエルス（学名：Microcoelus、「小さな窪み」の意）は、アルゼンチンのバホデラカルパ層から発見された小型ティタノサウルス類の恐竜の疑問名の属。本種は単一の胸椎のみからなる。左上腕骨は以前本種に属すると考えられていたが、現在ではネウケンサウルスに属すると考えられている。本種は現在疑問名とされている。
1893年にイギリスの古生物学者リチャード・ライデッカーによって記載された。